# Stefany Hernández
Stefany del Carmen Hernández Mendoza (ur. 13 czerwca 1991 w Ciudad Guayana) – wenezuelska kolarka startująca w konkurencji BMX. Brązowa medalistka olimpijska z Rio de Janeiro.
Na swoich pierwszych igrzyskach, w 2012, w Londynie zajęła dziewiąte miejsce. W 2016 była trzecia, wyprzedziły ją jedynie Kolumbijka Mariana Pajón i Amerykanka Alise Post. W 2015 zdobyła złoty medal mistrzostw świata w rywalizacji elity. W jej dorobku znajdują się medale różnych kontynentalnych imprez, m.in. igrzysk boliwaryjskich i igrzysk Ameryki Południowej.